# Ongstad
Ongstad est une localité du comté de Nordland, en Norvège.

## Géographie
Administrativement, Ongstad fait partie de la kommune de Hadsel.